# 버림 받은 여자
버림 받은 여자는 1970년 공개된 대한민국의 영화이다.

## 배역
- 윤정희
- 신영균
- 윤소라
- 최남현
- 이낙훈
- 정민
- 박암
- 주선태
- 유계선
- 고소희
- 이룡
- 조정일
- 최성관
- 이예성
- 김문주
- 양성일
- 조덕성
- 손전
- 김수천